# Liga Nacional de Baloncesto Profesional de México 2012-2013
La Temporada 2012-2013 de la LNBP fue la decimotercera edición de la Liga Nacional de Baloncesto Profesional de México. Para este torneo se tuvo la participación de 16 clubes.
La temporada regular dio inicio el 4 de septiembre de 2012 finalizando el 12 de enero de 2013, se jugaron 20 juegos de local y 20 juegos de visitante teniendo de esta forma 4 meses y medio de actividad.
La postemporada inició el 15 de enero de 2013 finalizando el 27 de febrero, los primeros 12 equipos calificaron y en la primera ronda los 4 primeros equipos de la tabla general descansaron esperando rival para la siguiente fase, los cuales salieron de los equipos que se enfrentaron en la primera ronda que terminaron en la tabla general en las posiciones del 5 al 12. El juego de estrellas se realizó en Tampico.

## Eventos destacados
- Se retiraron de la liga las Águilas Rojas de San Juan del Río y los Volcanes del Estado de México.
- Tuvieron su primera participación en el circuito los Gansos Salvajes de la UIC, los Gigantes del Estado de México, los Guerreros de Guerrero Cumple y los Osos de Guadalajara.
- Los Toros de Nuevo Laredo jugaron sus partidos de local tanto en el Gimnasio Multidisciplinario de Nuevo Laredo de Nuevo Laredo, Tamaulipas, México; así como en la Laredo Energy Arena de Laredo, Texas, Estados Unidos.
- El martes 13 de noviembre de 2012 se realizó el "Juego de las Estrellas" en la Expo Tampico en Tampico, Tamaulipas; casa de los Huracanes de Tampico. La Selección de Estrellas Internacionales se impuso a la de las Nacionales por 108 a 101. Orlando Méndez ganó el concurso de Tiros de 3 y Leroy Hickerson fue designado como el Jugador Más Valioso del encuentro, ambos jugadores de los Halcones UV Xalapa. Asimismo, Marcus Morrison de los Huracanes de Tampico ganó el concurso de Clavadas.[3]
- Participaron en la Liga de las Américas 2013 la Fuerza Regia de Monterrey, Osos de Guadalajara y el campeón de la Liga de las Américas 2012 Pioneros de Quintana Roo.[4]
- El miércoles 27 de febrero de 2013 los Toros de Nuevo Laredo consiguieron su segundo título en su historia al derrotar en 6 juegos a los Halcones UV Xalapa.[5]

## Campeón de Liga
El Campeonato de la LNBP lo obtuvieron los Toros de Nuevo Laredo, los cuales derrotaron en la Serie Final a los Halcones UV Xalapa por 4 juegos a 2, coronándose el equipo neolaredense en calidad de visitante en el propio Gimnasio de la USBI de Xalapa, Veracruz.

## Equipos participantes
| Liga Nacional de Baloncesto Profesional de México 2012-2013 |                                                     |               |                                                                 |              |
| Equipo                                                      | Ciudad                                              | Miembro desde | Pabellón                                                        | Capacidad    |
| Abejas de Guanajuato                                        | Guanajuato, Guanajuato                              | 2009-2010     | Auditorio Municipal La Yerbabuena                               | 2,100        |
| Barreteros de Zacatecas                                     | Zacatecas, Zacatecas                                | 2004          | Gimnasio "Profesor Marcelino González"                          | 3,500        |
| Correcaminos UAT Victoria                                   | Ciudad Victoria, Tamaulipas                         | 2000          | Gimnasio Multidisciplinario UAT Victoria                        | 3,500        |
| Fuerza Regia de Monterrey                                   | Monterrey, Nuevo León                               | 2001          | Gimnasio Nuevo León                                             | 4,000        |
| Gansos Salvajes de la UIC                                   | México, D. F.                                       | 2012-2013     | Domo de la UIC                                                  | 3,000        |
| Gigantes del Estado de México                               | Toluca, Estado de México Ecatepec, Estado de México | 2012-2013     | Gimnasio "Guillermo Ortega Vargas" Gimnasio TESE                | 2,000 2,500  |
| Guerreros de Guerrero Cumple                                | Chilpancingo, Guerrero                              | 2012-2013     | Gimnasio "Adrián Castejón"                                      | 2,000        |
| Halcones Rojos Veracruz                                     | Veracruz, Veracruz                                  | 2005          | Auditorio "Benito Juárez"                                       | 3,466        |
| Halcones UV Xalapa                                          | Xalapa, Veracruz                                    | 2003          | Gimnasio de la USBI                                             | 2,789        |
| Huracanes de Tampico                                        | Tampico, Tamaulipas                                 | 2009-2010     | Expo Tampico                                                    | 4,200        |
| Lechugueros de León                                         | León, Guanajuato                                    | 2001          | Domo de la Feria                                                | 4,463        |
| Osos de Guadalajara                                         | Guadalajara, Jalisco                                | 2012-2013     | Domo del Code                                                   | 2,766        |
| Panteras de Aguascalientes                                  | Aguascalientes, Aguascalientes                      | 2003          | Gimnasio "Hermanos Carreón"                                     | 3,000        |
| Pioneros de Quintana Roo                                    | Cancún, Quintana Roo                                | 2006          | Poliforum Benito Juárez                                         | 5,300        |
| Soles de Mexicali                                           | Mexicali, Baja California                           | 2005          | Auditorio del Estado                                            | 4,426        |
| Toros de Nuevo Laredo                                       | Nuevo Laredo, Tamaulipas Laredo, Texas              | 2007-2008     | Gimnasio Multidisciplinario de Nuevo Laredo Laredo Energy Arena | 1,621 10,000 |

## Clasificación
- Actualizadas las clasificaciones al 2 de febrero de 2013. [8]

JJ = Juegos Jugados, JG = Juegos Ganados, JP = Juegos Perdidos, Ptos. = Puntos Obtenidos = (JGx2)+(JP), PF= Puntos a favor, PC = Puntos en contra, Dif. = Diferencia entre Ptos. a favor y en contra, JV = Juegos de Ventaja
| Clasificación General         |    |    |    |      |      |      |       |    |
| Equipo                        | JJ | JG | JP | PF   | PC   | Dif. | Ptos. | JV |
| Halcones UV Xalapa            | 40 | 36 | 4  | 4066 | 3426 | 640  | 76    | -- |
| Halcones Rojos Veracruz       | 40 | 32 | 8  | 3431 | 2968 | 463  | 72    | 4  |
| Toros de Nuevo Laredo         | 40 | 31 | 9  | 3393 | 3017 | 376  | 71    | 5  |
| Soles de Mexicali             | 40 | 31 | 9  | 3469 | 3091 | 378  | 71    | 5  |
| Panteras de Aguascalientes    | 40 | 28 | 12 | 3597 | 3352 | 245  | 68    | 8  |
| Pioneros de Quintana Roo      | 40 | 28 | 12 | 3612 | 3136 | 476  | 68    | 8  |
| Fuerza Regia de Monterrey     | 40 | 25 | 15 | 3594 | 3400 | 194  | 65    | 11 |
| Huracanes de Tampico          | 40 | 22 | 18 | 3575 | 3452 | 123  | 62    | 14 |
| Abejas de Guanajuato          | 40 | 19 | 21 | 3581 | 3514 | 67   | 59    | 17 |
| Barreteros de Zacatecas       | 40 | 17 | 23 | 3485 | 3530 | -45  | 57    | 19 |
| Correcaminos UAT Victoria     | 40 | 16 | 24 | 3510 | 3641 | -131 | 56    | 20 |
| Lechugueros de León           | 40 | 12 | 28 | 2984 | 3263 | -279 | 52    | 24 |
| Guerreros de Guerrero Cumple  | 40 | 8  | 32 | 3239 | 3749 | -510 | 48    | 28 |
| Gansos Salvajes de la UIC     | 40 | 6  | 34 | 3361 | 4008 | -647 | 46    | 30 |
| Osos de Guadalajara           | 40 | 6  | 34 | 3103 | 3755 | -652 | 46    | 30 |
| Gigantes del Estado de México | 40 | 3  | 37 | 3196 | 3894 | -698 | 43    | 33 |

| Clasificado a los playoffs |

| Eliminado de los playoffs |

## Playoffs
|  | Primera ronda    | Primera ronda    | Primera ronda    |   |                | Cuartos de final           | Cuartos de final           | Cuartos de final           |  |  | Semifinales       | Semifinales       | Semifinales       |  |  | Final              | Final              | Final              |
|  | 15 - 19 de enero | 15 - 19 de enero | 15 - 19 de enero |   |                | 23 de enero - 1 de febrero | 23 de enero - 1 de febrero | 23 de enero - 1 de febrero |  |  | 5 - 15 de febrero | 5 - 15 de febrero | 5 - 15 de febrero |  |  | 18 - 27 de febrero | 18 - 27 de febrero | 18 - 27 de febrero |
|  |                  |                  |                  |   |                |                            |                            |                            |  |  |                   |                   |                   |  |  |                    |                    |                    |
|  |                  |                  |                  |   |                |                            |                            |                            |  |  |                   |                   |                   |  |  |                    |                    |                    |
|  |                  |                  |                  |   |                |                            |                            |                            |  |  |                   |                   |                   |  |  |                    |                    |                    |
|  |                  |                  |                  |   |                |                            |                            |                            |  |  |                   |                   |                   |  |  |                    |                    |                    |
|  |                  |                  |                  |   |                |                            |                            |                            |  |  |                   |                   |                   |  |  |                    |                    |                    |
|  | 8                | Huracanes        | 1                |   |                |                            |                            |                            |  |  |                   |                   |                   |  |  |                    |                    |                    |
|  | 8                | Huracanes        | 1                | 1 | Halcones       | 4                          |                            |                            |  |  |                   |                   |                   |  |  |                    |                    |                    |
|  | 9                | Abejas           | 3                | 1 | Halcones       | 4                          |                            |                            |  |  |                   |                   |                   |  |  |                    |                    |                    |
|  | 9                | Abejas           | 3                | 9 | Abejas         | 0                          |                            |                            |  |  |                   |                   |                   |  |  |                    |                    |                    |
|  |                  |                  |                  | 9 | Abejas         | 0                          |                            |                            |  |  |                   |                   |                   |  |  |                    |                    |                    |
|  |                  |                  |                  |   |                |                            |                            |                            |  |  |                   |                   |                   |  |  |                    |                    |                    |
|  |                  |                  |                  | 1 | Halcones       | 4                          |                            |                            |  |  |                   |                   |                   |  |  |                    |                    |                    |
|  |                  |                  |                  | 1 | Halcones       | 4                          |                            |                            |  |  |                   |                   |                   |  |  |                    |                    |                    |
|  |                  | 4                | Soles            | 3 |                |                            |                            |                            |  |  |                   |                   |                   |  |  |                    |                    |                    |
|  |                  | 4                | Soles            | 3 |                |                            |                            |                            |  |  |                   |                   |                   |  |  |                    |                    |                    |
|  | 5                | Panteras         | 3                |   |                |                            |                            |                            |  |  |                   |                   |                   |  |  |                    |                    |                    |
|  | 5                | Panteras         | 3                | 4 | Soles          | 4                          |                            |                            |  |  |                   |                   |                   |  |  |                    |                    |                    |
|  | 12               | Lechugueros      | 0                | 4 | Soles          | 4                          |                            |                            |  |  |                   |                   |                   |  |  |                    |                    |                    |
|  | 12               | Lechugueros      | 0                | 5 | Panteras       | 2                          |                            |                            |  |  |                   |                   |                   |  |  |                    |                    |                    |
|  |                  |                  |                  | 5 | Panteras       | 2                          |                            |                            |  |  |                   |                   |                   |  |  |                    |                    |                    |
|  |                  |                  |                  |   |                |                            |                            |                            |  |  |                   |                   |                   |  |  |                    |                    |                    |
|  |                  |                  |                  | 1 | Halcones       | 2                          |                            |                            |  |  |                   |                   |                   |  |  |                    |                    |                    |
|  |                  |                  |                  | 1 | Halcones       | 2                          |                            |                            |  |  |                   |                   |                   |  |  |                    |                    |                    |
|  |                  | 3                | Toros            | 4 |                |                            |                            |                            |  |  |                   |                   |                   |  |  |                    |                    |                    |
|  |                  | 3                | Toros            | 4 |                |                            |                            |                            |  |  |                   |                   |                   |  |  |                    |                    |                    |
|  | 6                | Pioneros         | 3                |   |                |                            |                            |                            |  |  |                   |                   |                   |  |  |                    |                    |                    |
|  | 6                | Pioneros         | 3                | 3 | Toros          | 4                          |                            |                            |  |  |                   |                   |                   |  |  |                    |                    |                    |
|  | 11               | Correcaminos     | 0                | 3 | Toros          | 4                          |                            |                            |  |  |                   |                   |                   |  |  |                    |                    |                    |
|  | 11               | Correcaminos     | 0                | 6 | Pioneros       | 1                          |                            |                            |  |  |                   |                   |                   |  |  |                    |                    |                    |
|  |                  |                  |                  | 6 | Pioneros       | 1                          |                            |                            |  |  |                   |                   |                   |  |  |                    |                    |                    |
|  |                  |                  |                  |   |                |                            |                            |                            |  |  |                   |                   |                   |  |  |                    |                    |                    |
|  |                  |                  |                  | 3 | Toros          | 4                          |                            |                            |  |  |                   |                   |                   |  |  |                    |                    |                    |
|  |                  |                  |                  | 3 | Toros          | 4                          |                            |                            |  |  |                   |                   |                   |  |  |                    |                    |                    |
|  |                  | 2                | Halcones Rojos   | 3 |                |                            |                            |                            |  |  |                   |                   |                   |  |  |                    |                    |                    |
|  |                  | 2                | Halcones Rojos   | 3 |                |                            |                            |                            |  |  |                   |                   |                   |  |  |                    |                    |                    |
|  | 7                | Fuerza Regia     | 3                |   |                |                            |                            |                            |  |  |                   |                   |                   |  |  |                    |                    |                    |
|  | 7                | Fuerza Regia     | 3                | 2 | Halcones Rojos | 4                          |                            |                            |  |  |                   |                   |                   |  |  |                    |                    |                    |
|  | 10               | Barreteros       | 0                | 2 | Halcones Rojos | 4                          |                            |                            |  |  |                   |                   |                   |  |  |                    |                    |                    |
|  | 10               | Barreteros       | 0                | 7 | Fuerza Regia   | 2                          |                            |                            |  |  |                   |                   |                   |  |  |                    |                    |                    |
|  |                  |                  |                  | 7 | Fuerza Regia   | 2                          |                            |                            |  |  |                   |                   |                   |  |  |                    |                    |                    |

### Octavos de final

#### Panteras de Aguascalientes vs. Lechugueros de León
| Fecha                        | Hora  | Equipo local               | Resultado | Equipo visitante           |
| ---------------------------- | ----- | -------------------------- | --------- | -------------------------- |
| 15 de enero de 2013          | 20:30 | Panteras de Aguascalientes | 94 - 85   | Lechugueros de León        |
| 16 de enero de 2013          | 20:30 | Panteras de Aguascalientes | 98 - 90   | Lechugueros de León        |
| 18 de enero de 2013          | 20:15 | Lechugueros de León        | 82 - 90   | Panteras de Aguascalientes |
| Panteras gana la serie 3 - 0 |       |                            |           |                            |

#### Pioneros de Quintana Roo vs. Correcaminos UAT Victoria
| Fecha                        | Hora  | Equipo local              | Resultado | Equipo visitante          |
| ---------------------------- | ----- | ------------------------- | --------- | ------------------------- |
| 15 de enero de 2013          | 20:30 | Pioneros de Quintana Roo  | 112 - 94  | Correcaminos UAT Victoria |
| 16 de enero de 2013          | 20:30 | Pioneros de Quintana Roo  | 93 - 87   | Correcaminos UAT Victoria |
| 18 de enero de 2013          | 20:00 | Correcaminos UAT Victoria | 80 - 107  | Pioneros de Quintana Roo  |
| Pioneros gana la serie 3 - 0 |       |                           |           |                           |

#### Fuerza Regia de Monterrey vs. Barreteros de Zacatecas
| Fecha                            | Hora  | Equipo local              | Resultado                                                                                                 | Equipo visitante          |
| -------------------------------- | ----- | ------------------------- | --- | ------------------------- |
| 15 de enero de 2013              | 20:00 | Fuerza Regia de Monterrey | 75 - 61 (enlace roto disponible en Internet Archive; véase el historial, la primera versión y la última). | Barreteros de Zacatecas   |
| 16 de enero de 2013              | 20:00 | Fuerza Regia de Monterrey | 89 - 73 (enlace roto disponible en Internet Archive; véase el historial, la primera versión y la última). | Barreteros de Zacatecas   |
| 18 de enero de 2013              | 20:30 | Barreteros de Zacatecas   | 84 - 88                                                                                                   | Fuerza Regia de Monterrey |
| Fuerza Regia gana la serie 3 - 0 |       |                           | |                           |

#### Huracanes de Tampico vs. Abejas de Guanajuato
| Fecha                      | Hora  | Equipo local         | Resultado | Equipo visitante     |
| -------------------------- | ----- | -------------------- | --------- | -------------------- |
| 15 de enero de 2013        | 19:45 | Huracanes de Tampico | 100 - 88  | Abejas de Guanajuato |
| 16 de enero de 2013        | 19:45 | Huracanes de Tampico | 82 - 87   | Abejas de Guanajuato |
| 18 de enero de 2013        | 20:15 | Abejas de Guanajuato | 75 - 57   | Huracanes de Tampico |
| 19 de enero de 2013        | 20:15 | Abejas de Guanajuato | 88 - 80   | Huracanes de Tampico |
| Abejas gana la serie 3 - 1 |       |                      |           |                      |

### Cuartos de final

#### Halcones UV Xalapa vs. Abejas de Guanajuato
| Fecha                        | Hora  | Equipo local         | Resultado | Equipo visitante     |
| ---------------------------- | ----- | -------------------- | --------- | -------------------- |
| 23 de enero de 2013          | 20:00 | Halcones UV Xalapa   | 107 - 82  | Abejas de Guanajuato |
| 24 de enero de 2013          | 20:00 | Halcones UV Xalapa   | 103 - 73  | Abejas de Guanajuato |
| 27 de enero de 2013          | 19:00 | Abejas de Guanajuato | 84 - 117  | Halcones UV Xalapa   |
| 28 de enero de 2013          | 20:15 | Abejas de Guanajuato | 86 - 114  | Halcones UV Xalapa   |
| Halcones gana la serie 4 - 0 |       |                      |           |                      |

#### Halcones Rojos Veracruz vs. Fuerza Regia de Monterrey
| Fecha                              | Hora  | Equipo local              | Resultado | Equipo visitante          |
| ---------------------------------- | ----- | ------------------------- | --------- | ------------------------- |
| 23 de enero de 2013                | 20:30 | Halcones Rojos Veracruz   | 72 - 58   | Fuerza Regia de Monterrey |
| 24 de enero de 2013                | 20:30 | Halcones Rojos Veracruz   | 79 - 67   | Fuerza Regia de Monterrey |
| 27 de enero de 2013                | 16:00 | Fuerza Regia de Monterrey | 68 - 73   | Halcones Rojos Veracruz   |
| 28 de enero de 2013                | 20:00 | Fuerza Regia de Monterrey | 86 - 66   | Halcones Rojos Veracruz   |
| 29 de enero de 2013                | 20:00 | Fuerza Regia de Monterrey | 81 - 80   | Halcones Rojos Veracruz   |
| 1 de febrero de 2013               | 20:30 | Halcones Rojos Veracruz   | 85 - 64   | Fuerza Regia de Monterrey |
| Halcones Rojos gana la serie 4 - 2 |       |                           |           |                           |

#### Toros de Nuevo Laredo vs. Pioneros de Quintana Roo
| Fecha                     | Hora  | Equipo local             | Resultado                                                                                                 | Equipo visitante         |
| ------------------------- | ----- | ------------------------ | --- | ------------------------ |
| 23 de enero de 2013       | 20:00 | Toros de Nuevo Laredo    | 86 - 80                                                                                                   | Pioneros de Quintana Roo |
| 24 de enero de 2013       | 20:00 | Toros de Nuevo Laredo    | 92 - 87                                                                                                   | Pioneros de Quintana Roo |
| 27 de enero de 2013       | 20:30 | Pioneros de Quintana Roo | 81 - 77 (enlace roto disponible en Internet Archive; véase el historial, la primera versión y la última). | Toros de Nuevo Laredo    |
| 28 de enero de 2013       | 20:30 | Pioneros de Quintana Roo | 74 - 86                                                                                                   | Toros de Nuevo Laredo    |
| 29 de enero de 2013       | 20:30 | Pioneros de Quintana Roo | 72 - 74 (enlace roto disponible en Internet Archive; véase el historial, la primera versión y la última). | Toros de Nuevo Laredo    |
| Toros gana la serie 4 - 1 |       |                          | |                          |

#### Soles de Mexicali vs. Panteras de Aguascalientes
| Fecha                     | Hora  | Equipo local               | Resultado                                                                                                 | Equipo visitante           |
| ------------------------- | ----- | -------------------------- | --- | -------------------------- |
| 24 de enero de 2013       | 20:15 | Soles de Mexicali          | 102 - 73                                                                                                  | Panteras de Aguascalientes |
| 25 de enero de 2013       | 20:15 | Soles de Mexicali          | 92 - 82 (enlace roto disponible en Internet Archive; véase el historial, la primera versión y la última). | Panteras de Aguascalientes |
| 27 de enero de 2013       | 17:00 | Panteras de Aguascalientes | 98 - 92                                                                                                   | Soles de Mexicali          |
| 28 de enero de 2013       | 20:30 | Panteras de Aguascalientes | 88 - 85 (enlace roto disponible en Internet Archive; véase el historial, la primera versión y la última). | Soles de Mexicali          |
| 29 de enero de 2013       | 20:30 | Panteras de Aguascalientes | 83 - 87 (enlace roto disponible en Internet Archive; véase el historial, la primera versión y la última). | Soles de Mexicali          |
| 1 de febrero de 2013      | 20:15 | Soles de Mexicali          | 91 - 83                                                                                                   | Panteras de Aguascalientes |
| Soles gana la serie 4 - 2 |       |                            | |                            |

### Semifinales

#### Halcones UV Xalapa vs. Soles de Mexicali
| Fecha                        | Hora  | Equipo local       | Resultado                                                                                                 | Equipo visitante   |
| ---------------------------- | ----- | ------------------ | --- | ------------------ |
| 5 de febrero de 2013         | 20:00 | Halcones UV Xalapa | 82 - 80                                                                                                   | Soles de Mexicali  |
| 6 de febrero de 2013         | 20:00 | Halcones UV Xalapa | 102 - 78                                                                                                  | Soles de Mexicali  |
| 9 de febrero de 2013         | 20:15 | Soles de Mexicali  | 90 - 88 (enlace roto disponible en Internet Archive; véase el historial, la primera versión y la última). | Halcones UV Xalapa |
| 10 de febrero de 2013        | 18:15 | Soles de Mexicali  | 80 - 78 (enlace roto disponible en Internet Archive; véase el historial, la primera versión y la última). | Halcones UV Xalapa |
| 11 de febrero de 2013        | 20:15 | Soles de Mexicali  | 56 - 75 (enlace roto disponible en Internet Archive; véase el historial, la primera versión y la última). | Halcones UV Xalapa |
| 14 de febrero de 2013        | 20:00 | Halcones UV Xalapa | 91 - 94                                                                                                   | Soles de Mexicali  |
| 15 de febrero de 2013        | 20:00 | Halcones UV Xalapa | 90 - 82                                                                                                   | Soles de Mexicali  |
| Halcones gana la serie 4 - 3 |       |                    | |                    |

#### Halcones Rojos Veracruz vs. Toros de Nuevo Laredo
| Fecha                     | Hora  | Equipo local            | Resultado                                                                                                 | Equipo visitante        |
| ------------------------- | ----- | ----------------------- | --- | ----------------------- |
| 5 de febrero de 2013      | 20:30 | Halcones Rojos Veracruz | 68 - 62 (enlace roto disponible en Internet Archive; véase el historial, la primera versión y la última). | Toros de Nuevo Laredo   |
| 6 de febrero de 2013      | 20:30 | Halcones Rojos Veracruz | 97 - 70                                                                                                   | Toros de Nuevo Laredo   |
| 9 de febrero de 2013      | 20:00 | Toros de Nuevo Laredo   | 80 - 71 (enlace roto disponible en Internet Archive; véase el historial, la primera versión y la última). | Halcones Rojos Veracruz |
| 10 de febrero de 2013     | 17:00 | Toros de Nuevo Laredo   | 73 - 77                                                                                                   | Halcones Rojos Veracruz |
| 11 de febrero de 2013     | 20:00 | Toros de Nuevo Laredo   | 76 - 56                                                                                                   | Halcones Rojos Veracruz |
| 14 de febrero de 2013     | 20:30 | Halcones Rojos Veracruz | 73 - 80                                                                                                   | Toros de Nuevo Laredo   |
| 15 de febrero de 2013     | 20:30 | Halcones Rojos Veracruz | 70 - 74                                                                                                   | Toros de Nuevo Laredo   |
| Toros gana la serie 4 - 3 |       |                         | |                         |

 Nota: Los dos primeros partidos de esta serie se jugaron en el Gimnasio "El Mexicano" de la ciudad de Córdoba los días 5 y 6 de febrero. 

### Final

#### Halcones UV Xalapa vs. Toros de Nuevo Laredo
| Fecha                     | Hora  | Equipo local          | Resultado | Equipo visitante      |
| ------------------------- | ----- | --------------------- | --------- | --------------------- |
| 18 de febrero de 2013     | 20:00 | Halcones UV Xalapa    | 102 - 80  | Toros de Nuevo Laredo |
| 19 de febrero de 2013     | 20:00 | Halcones UV Xalapa    | 60 - 64   | Toros de Nuevo Laredo |
| 22 de febrero de 2013     | 20:00 | Toros de Nuevo Laredo | 79 - 89   | Halcones UV Xalapa    |
| 23 de febrero de 2013     | 20:00 | Toros de Nuevo Laredo | 77 - 75   | Halcones UV Xalapa    |
| 24 de febrero de 2013     | 17:00 | Toros de Nuevo Laredo | 94 - 89   | Halcones UV Xalapa    |
| 27 de febrero de 2013     | 20:00 | Halcones UV Xalapa    | 83 - 96   | Toros de Nuevo Laredo |
| Toros gana la serie 4 - 2 |       |                       |           |                       |

## Líderes individuales
| Categoría         | Jugador                                          | Equipo                                              | Marca | Promedio    | %     |
| ----------------- | ------------------------------------------------ | --------------------------------------------------- | ----- | ----------- | ----- |
| Créditos          | Leroy Edjuan Hickerson                           | Halcones UV Xalapa                                  | 1,091 | 27.97       | *     |
| Puntos            | Ricardo José Meléndez Huertas                    | Panteras de Aguascalientes                          | 1,023 | 26.92       | *     |
| Rebotes           | Antonio Enrique García Murillo                   | Panteras de Aguascalientes                          | 384   | 10.38       | *     |
| Asistencias       | Jason Mathew Horton                              | Barreteros de Zacatecas                             | 328   | 8.41        | *     |
| Tiros de 2        | Jerome Anthony Habel                             | Barreteros de Zacatecas                             | 310   | 8.38        | 0.625 |
| Tiros de 3        | Ricardo José Meléndez Huertas                    | Panteras de Aguascalientes                          | 127   | 3.34        | 0.423 |
| Tiros Libres      | Ricardo José Meléndez Huertas                    | Panteras de Aguascalientes                          | 236   | 6.21        | 0.831 |
| Minutos           | Steffphon Wuantez Pettiggrew Jason Mathew Horton | Abejas de Guanajuato Barreteros de Zacatecas        | 1,384 | 36.42 35.49 | *     |
| Faltas Cometidas  | Akeem Scott Karim Valentín Malpica Torres        | Pioneros de Quintana Roo Panteras de Aguascalientes | 119   | 3.31 3.05   | *     |
| Faltas Recibidas  | Ricardo José Meléndez Huertas                    | Panteras de Aguascalientes                          | 230   | 6.05        | *     |
| Robos de Balón    | Karim Valentín Malpica Torres                    | Panteras de Aguascalientes                          | 98    | 2.51        | *     |
| Pérdidas de balón | Carl Edward Elliot Jr.                           | Soles de Mexicali                                   | 113   | 3.23        | *     |
| Tapones           | Lorenzo Mata-Real Aguilar                        | Halcones UV Xalapa                                  | 65    | 1.86        | *     |

## Designaciones
A continuación se muestran las designaciones a los mejores jugadores de la temporada 2012-2013.
| Designación                     | Ganador                       | Equipo                     |
| ------------------------------- | ----------------------------- | -------------------------- |
| Jugador del año                 | Leroy Edjuan Hickerson        | Halcones UV Xalapa         |
| Jugador más encendido del año   | Ricardo José Meléndez Huertas | Panteras de Aguascalientes |
| Guardia del año                 | Leroy Edjuan Hickerson        | Halcones UV Xalapa         |
| Delantero del año               | Ikechukwu Justin Ofoegbu      | Toros de Nuevo Laredo      |
| Centro del año                  | Kentrell Kardell Gransberry   | Soles de Mexicali          |
| Jugador nacional del año        | Orlando Homer Méndez Valdez   | Halcones UV Xalapa         |
| Jugador importado del año       | Ikechukwu Justin Ofoegbu      | Toros de Nuevo Laredo      |
| Jugador más valioso de la final | Ikechukwu Justin Ofoegbu      | Toros de Nuevo Laredo      |
| Entrenador del año              | José Ramón Martínez Boglio    | Toros de Nuevo Laredo      |

## Equipo ideal
A continuación se muestra al equipo ideal de la temporada 2012-2013.
| Posición  | Jugador                       | Equipo                     |
| --------- | ----------------------------- | -------------------------- |
| Base      | Jason Mathew Horton           | Barreteros de Zacatecas    |
| Escolta   | Ricardo José Meléndez Huertas | Panteras de Aguascalientes |
| Alero     | Leroy Edjuan Hickerson        | Halcones UV Xalapa         |
| Ala-pívot | Ikechukwu Justin Ofoegbu      | Toros de Nuevo Laredo      |
| Pívot     | Jerome Anthony Habel          | Barreteros de Zacatecas    |